# Новоселиця (Кременчуцький район)
Новосе́лиця — село в Україні, у Семенівській селищній громаді Кременчуцького району Полтавської області. Населення становить 278 осіб.

## Географія
Село Новоселиця знаходиться за 2,5 км від лівого берега річки Крива Руда, вище за течією на відстані 3 км розташоване село Товсте, нижче за течією на відстані 1,5 км розташоване село Червоний Лиман.

## Історія
12 червня 2020 року, відповідно до розпорядження Кабінету Міністрів України № 721-р «Про визначення адміністративних центрів та затвердження територій територіальних громад Полтавської області», село увійшло до складу Семенівської селищної міської громади.
19 липня 2020 року, в результаті адміністративно - територіальної реформи та ліквідації Семенівського району, село увійшло до складу новоутвореного Кременчуцького району.

## Репресовані радянською владою односельці
- Демидченко Кузьма Іванович — 1912 року народження, місце народження: Полтавська обл. с. Новоселиця Семенівського р-ну, національність: українець, соціальне походження: із селян, освіта: освіта початкова, останнє місце проживання: с. Новоселиця, останнє місце роботи: Тракторист Оболонської МТС, Заарештований 6 листопада 1937 року, Засуджений Особливою трійкою при УНКВС Полтавської обл. 4-5 грудня 1937 року за ст. 54-10 ч. 1 КК УРСР до 8 років позбавлення волі[3].
- Демидченко Кузьма Фомич — 1905 року народження, місце народження: Полтавська обл. с. Новоселиця Семенівського р-ну, національність: українець, соціальне походження: із селян, освіта: освіта неповна середня, останнє місце проживання: Полтавська обл. смт Семенівка, останнє місце роботи: Рахівник Веселоподолянської контори «Заготзерно», Заарештований 5 лютого 1938 року, Засуджений Особливою трійкою при УНКВС Полтавської обл. 6 квітня 1938 року за статтями 54-10 ч. 1, 54-11 КК УРСР до розстрілу з конфіскацією майна. Вирок виконано 27 квітня 1938 року[4].

Всі архівні кримінальні справи на репресованих зберігаються в архіві Територіального управління Служби Безпеки України у Полтавській області, задля отримання доступу до архівної кримінальної справи достатньо звернутися до територіального УСБУ шляхом надіслання заяви, доступ до архівних кримінальних справ громадянам України гарантовано на підставі ст. 5 Закону України « Про доступ до архівів репресивних органів комуністичного тоталітарного режиму 1917—1991 років» від 21.05.2015 року.

## Економіка
- «Еллас», ТОВ.

## Об'єкти соціальної сфери
- Клуб.

## Пам'ятки
На південний захід від села розташований гідрологічний заказник Гракове.

## Відомі люди

### Народилися
- Супруненко Ніна Антонівна — українська поетеса, лірик. Заслужений діяч мистецтв України.